# Willem Fredrik Weidner
Willem Fredrik Weidner (Haarlem, 1 april 1818 – aldaar, 21 maart 1850) was een Nederlands kunstschilder. Van zijn hand verschenen voornamelijk aquarellen en stillevens met vruchten.

## Persoonlijk leven
Hij werd geboren binnen het gezin van militair en muzikant Johan Willem Weidner en Maria Elisabeth van Haarlem. Hijzelf huwde Maria Magdalena Savrij (1817-1904), dochter van zijn leermeester, Martinus Savrij (1793-1871). Zij kregen in 1847 een kind dat binnen enkele dagen overleed. In 1850 werd een andere dochter geboren: Maria Petronella Weidner. In datzelfde jaar overleed hij.

## Galerij

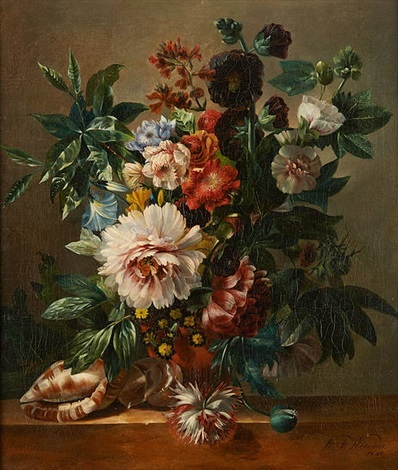
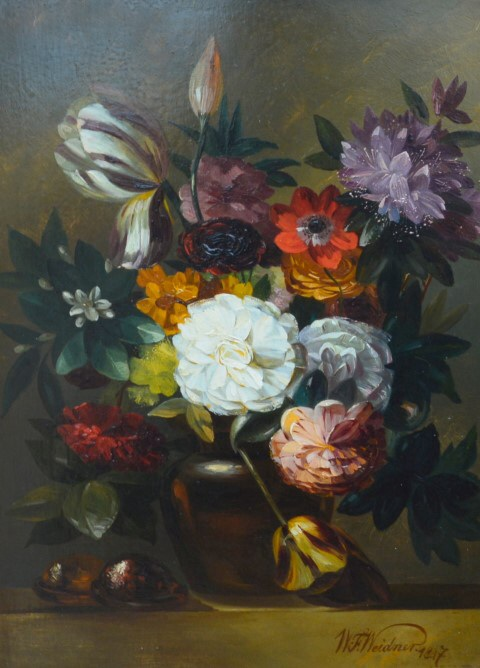
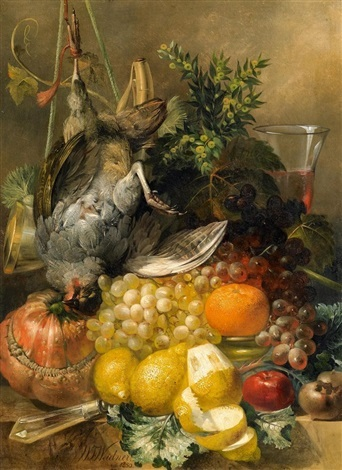
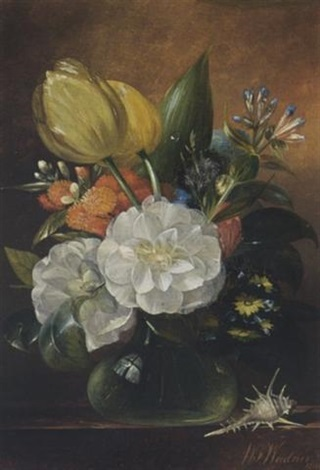

- Biografisch Portaal: 25569360
- Digitale Bibliotheek voor de Nederlandse Letteren: weid005
- RKD-Nederlands Instituut voor Kunstgeschiedenis: 83354
- Union List of Artist Names: 500189068
- Virtual International Authority File: 173343774